# Orostella
Orostella es un género de foraminífero bentónico considerado un sinónimo posterior de Lingulogavelinella de la subfamilia Gavelinellinae, de la familia Gavelinellidae, de la superfamilia Chilostomelloidea, del suborden Rotaliina y del orden Rotaliida. Su especie tipo era Orostella turonica. Su rango cronoestratigráfico abarcaba el Turoniense (Cretácico superior).

## Clasificación
Orostella incluía a la siguiente especie:
- Orostella turonica †

En Orostella se han considerado los siguientes subgéneros:
- Orostella (Anomalinoides), aceptado como género Anomalinoides
- Orostella (Gavelinella), aceptado como género Gavelinella